# Inma Cuevas
Inmaculada Cuevas Aragón (Madrid, España, 8 de julio de 1977), conocida como Inma Cuevas, es una actriz española de teatro, televisión y cine. Es conocida principalmente por sus trabajos en Mientras dure la guerra (2018), Toc Toc (2017), Vis a vis (2015-2018), La Señora (2008) y Mujeres (2006). Es miembro, por parte materna, de la Familia Aragón, una famosa familia de payasos y artistas circenses española cuyos orígenes se remontan al siglo XIX.

## Biografía
Inma Cuevas nace en Madrid en 1977. En el año 2000 comienza sus estudios de Arte Dramático en la Escuela del actor Réplika Teatro dirigida por Jaroslaw Bielski. A partir de ese momento continúa su formación en diferentes especialidades entrenándose con maestros como Zygmunt Molik, José Carlos Plaza, Yayo Cáceres, Tania Arias Winogradow, Will Keen, Fernando Piernas, Ramón Quesada, Carlo Colombaioni y con Serge Nicolaï y Olivia Corsini de Téâtre du Soleil.[cita requerida]
Comienza en televisión en la serie Mujeres (TVE), dirigida por Dunia Ayaso y Félix Sabroso, donde daba vida a la hermana pequeña de la familia, Magda.  Por este trabajo recibió el Premio de la Unión de Actores como Mejor Actriz Secundaria de TV (2006).  Posteriormente trabaja en las series Herederos, Desaparecida, Traidores 23F, La Señora, La princesa de Éboli, La memoria del agua, Gran Hotel, Stamos Okupa2 y Galerías Velvet entre otras.  En 2015 inicia el rodaje de Vis a Vis, serie en la que interpreta a una de las peligrosas reclusas de la cárcel, Anabel Villaroch Garcés.  Por esta serie ha recibido varias nominaciones y premios, entre ellos el Premios Ondas (2015) y dos veces el Premio Unión de Actores como Mejor Actriz de Reparto en TV (2015 y 2016).
En 2017 participa en la serie La zona dirigida por Jorge Sánchez Cabezudo para Movistar.  En 2018 rueda la tercera temporada de Vis a Vis que se estrena en abril de 2018 en el canal FOX.
Actriz con gran experiencia y reconocimiento en teatro, en 2023 interpreta a la Matrona "Mama" Morton en Chicago. En 2019 protagoniza Monsieur Goya en el Teatro Fernán Gómez, un texto de José Sanchis Sinisterra dirigido por Laura Ortega.  Mientras se encuentra de gira con Mrs. Dalloway de Virginia Woolf dirigida por Carme Portaceli que se estrenó en el Teatro Español.  Antes formó parte del reparto de La Valentía de Alfredo Sanzol.  En 2017 trabajó en El ángel exterminador de Luis Buñuel dirigido por Blanca Portillo en el Teatro Español.  En 2017 y 2016 protagonizó Comedia Multimedia de Álvaro Tato dirigida por Yayo Cáceres.  En 2016, su trabajo en Historias de Usera, dirigida por Fernando Sánchez Cabezudo, le valió el Premio de la Unión de Actores como Mejor Actriz Secundaria de Teatro.  Anteriormente, por su trabajo en Constelaciones de Nick Payne (Kendosan Producciones) recibió el Premio de la Unión de Actores como Mejor Actriz Protagonista de Teatro (2014), habiendo recibido el año anterior el Premio de la Unión de Actores como Mejor Actriz Secundaria de Teatro por su trabajo en la obra Cerda de Juan Mairena (2013).  Ese año trabajó también en las obras Haz clic aquí dirigida por José Padilla para el CDN, MBIG de José Martret en La Pensión de las Pulgas y 'True West' dirigida por José Carlos Plaza. en los Teatros del Canal. En 2013 trabaja en los montajes Cerda, The Copla Musical II, Anda que no te quiero, True West de Sam Shepard y La nieta del dictador de David Desola dirigido por Roberto Cerdá.  En 2012 destaca su trabajo en las obras Los últimos días de Judas Iscariote de Stephen Aldy Guirgis dirigida por Adan Black (Theatre for the People) y estrenada en Las naves del Español-Matadero de Madrid y Burundanga dirigida por Gabriel Olivares. En 2013 se traslada al Reino Unido para poner en pie The Copla Musical su primer musical estrenado en el famoso The RoundHouse de Londres.
En sus inicios sobre el escenario destacan Alicia (04/07) y Alicia atraviesa el espejo (07/08) dirigidas por Jaroslaw Bielski con vestuario de Agatha Ruiz de la Prada. En el Teatro Español trabaja en Las brujas de Salem (2007) dirigida por Alberto González Vergel y Los cuernos de don Friolera (2008) por Angel Facio. 
Participa también en obras como El burlador de Sevilla, dirigida por José Luis Sáiz, A la Mancha Manchega, Mi primera vez y Burundanga por Gabriel Olivares, Hamlet in Maschera para el Festival de Birmingham y Nuestra Señora de Las Nubes por Yayo Cáceres.
Su experiencia en cine comienza con su participación en la película Noviembre, dirigida por Achero Mañas. Participa en las películas Clandestinos dirigida por Antonio Hens, Al final del camino dirigida por Roberto Santiago y Lo contrario al amor de Vicente Villanueva. En 2015 rueda El silencio de los objetos de Iván Rojas y Norberto Gutiérrez.
En 2016 rueda la película Toc Toc dirigida por Vicente Villanueva y protagonizada junto a Paco León, Rossy de Palma, Alexandra Jiménez, Nuria Herrero, Adrián Lastra y Oscar Martínez. La película se estrenó el 6 de octubre de 2017.  
En 2017 rueda Quién te cantará, dirigida por Carlos Vermut que se estrena en octubre de 2018.  
En 2018 rueda Mientras dure la guerra de Alejandro Amenábar donde comparte reparto con Karra Elejalde, Nathalie Poza y Eduard Fernández entre otros.  
En 2020 rueda Poliamor para principiantes de Fernando Colomo donde también trabajan Karra Elejalde, Toni Acosta, María Pedraza, entre otros.  
En cortometrajes, su trabajo más destacado ha sido el de Meeting with Sarah Jessica de Vicente Villanueva en 2013 por el que recibió los premios de mejor actriz en los festivales Cortogenia 2013, Semana de Cine de Medina del Campo 2014, Premio Mejor Interpretación Femenina XXIII Muestra de Cine Internacional de Palencia 2014 Festival de Cine de Comedia de Tarazona y el Moncayo 2014, Festival de Cortos de Santurzi, Santurzine 2014 y el Festival de Cortos de Paracuellos de Jarama 2014. Ha participado también en los cortometrajes Padres, Teo, La Mancha, Burbuja, Física y química y WC.

## Teatro
- La Patética, de Miguel del Arco.  Teatro Valle Inclán, CDN (2025)
- Chicago, el musical de John Kander, Bob Fosse y Fred Ebb. Teatro Nuevo Apolo (2023)
- Lavar, marcar y enterrar, el musical (2023)
- Ciclos de Inma Cuevas.  Teatro Galileo (2021)
- La Casa de los Espíritus de Isabel Allende, dirigida por Carme Portaceli.  Teatro Español (2021)
- Lo que tú nos dejas de Alba R. Santos.  Teatro Galileo (2021)
- No passa cada dia que algú ens necessiti (de fet, no és gens habitual que algú ens necessiti) dirigido por Carme Portaceli.  Festival Grec (2020)
- Monsieur Goya, una indagación de José Sanchis Sinisterra dirigido por Laura Ortega (2019)
- Mrs. Dalloway de Virginia Woolf dirigido por Carme Portaceli (2019)
- Un Roble de Tim Crouch dirigido por Carlos Tuñón (2018)
- La Valentía de Alfredo Sanzol (2018)
- El ángel exterminador de Luis Buñuel, dirigido por Blanca Portillo (2017 - 2018)
- Regurgitar de Almudena Ramírez-Pantanella. Lectura dramatizada Fundación SGAE (2017)
- Kramig de Marta Buchaca. Lectura dramatizada en el Torneo de Dramaturgia Teatro Español (2017)
- Comedia Multimedia de Álvaro Tato, dirigida por Yayo Cáceres (2016 - 2017)
- Historias de Usera - varios autores, dirigida por Fernando Sánchez Cabezudo (2016-2017)
- Constelaciones de Nick Payne - dirigida por Fernando Soto (2014-2016)
- Haz clic aquí escrita y dirigida por José Padilla - Centro Dramático Nacional (2014)
- Cerda escrita y dirigida por Juan Mairena (2013-2014)
- MBIG adaptación de Macbeth - escrita y dirigida por José Martret (2013-2014)
- No son maneras de tratar a una dama escrita por Douglas J. Cohen y dirigida por Pablo Muñoz Chapuli (2013-2014)
- True West de Sam Shepard - dirigido por José Carlos Plaza - Teatros del Canal (2013-2014)
- La nieta del dictador de David Desola - dirigida por Roberto Cerdá (2013)
- The Copla Musical II escrita y dirigida por Alejandro Postigo (2013)
- Anda que no te quiero escrita por Miguel Ángel Flores y dirigida por Pablo Muñoz Chapuli (2013)
- The Copla Musical escrita y dirigida por Alejandro Postigo (2012)
- Burundanga de Jordi Galcerán - dirigida por Gabriel Olivares (2012).
- Los últimos días de Judas Iscariote de Stephen Adly Guirgis - dirigida por Adan Black (2012).
- 18C 18D de Alejandro Melero - dirigida por Chos  (2012)
- Trazos de H. M. de Miguel Hernández - dirigido por Inma Cuevas y Dani Gallardo (2011)
- Hamlet in maschera, adaptación de Hamlet - dirigido por Yayo Cáceres (2010)
- Jerez Ciudad deseada de Nuria Pérez Mezquita - dirigido por Pedro Penco (2010)
- Mi primera vez idea original de Ken Davenport - escrita y dirigida por Gabriel Olivares (2009-2011)
- Nuestra Señora de las Nubes  de Arístides Vargas - dirigida por Yayo Cáceres (2009)
- Los cuernos de Don Friolera de Valle Inclán - dirigida por Ángel Facio (2008-2009)
- A la mancha manchega escrita y dirigida por Gabriel Olivares (2008)
- Alicia atraviesa el espejo de Daniel Pérez - dirigida por Jaroslaw Bielski (2007-2008).
- Las brujas de Salem de Arthur Miller - dirigida por Alberto González Vergel (2007)
- Las princesas busconas de Ana Morgade - dirigido por Pablo Paz (2007)
- Alicia de Dani Pérez - dirigida por Jaroslaw Bielski (2004-2007)
- Cava Ré de Eduardo Solís O'Connor (2004-2005)
- Tartufo de Molière - dirigido por Anabel Díez (2004)
- Nuestra cocina de Alonso de Santos - dirigido por Jaroslaw Bielski (2003-2004)
- La casa del eco  de Víctor Contreras (2003-2004)
- El burlador de Sevilla de Tirso de Molina - dirigido por José Luis Saiz (2003)
- La señorita Julia de Strindberg - dirigido por Carmen J. Escalante (2003)
- Tres payasos en acción de Teatro del Finikito (2002)
- Las mujeres sabias de Molière - dirigido por Raquel Vírseda (1998)
- La dama de Alba de Alejandro Casona - dirigido por Luis de Stóa (1998)

## Televisión
- A este paso (no) estrenamos (2023)
- El tiempo que te doy (2020)
- Vis a vis, interpretando a Anabel Vilaroch (2015-2018)
- La zona, interpretando a Fabiana (2017)
- El Club de la Comedia, temporada 12, capítulo 4 (2016)
- Anclados, capítulo piloto (2014), no emitido por cambios en el reparto
- Velvet, interpretando a Genoveva (2014)
- Are you app?, interpretando a Alejandra (2013)
- La memoria del agua (2012)
- Stamos Okupa2, episódico (2012)
- Gran Hotel, interpretando a Eugenia (2011)
- La princesa de Eboli interpretando a María (2010)
- La Señora, interpretando a Rosalía (2009-2010)
- 23-F: Historia de una traición (2009)
- Desaparecida, interpretando a Vanesa (2007)
- Herederos, interpretando a Vicky (2007)
- Mujeres, interpretando a Magda (2006)
- Hospital Central, episódico interpretando a Marisa (2005)
- Al filo de la ley, episódico interpretando a la ujier (2005)

## Cine
| Año  | Película                    | Director                        |
| ---- | --------------------------- | ------------------------------- |
| 2020 | Poliamor para principiantes | Fernando Colomo                 |
| 2019 | El silencio de los objetos  | Iván Rojas y Norberto Gutiérrez |
| 2018 | Mientras dure la guerra     | Alejandro Amenábar              |
| 2017 | Quién te cantará            | Carlos Vermut                   |
| 2017 | Toc Toc                     | Vicente Villanueva              |
| 2011 | Lo contrario al amor        | Vicente Villanueva              |
| 2009 | Al final del camino         | Roberto Santiago                |
| 2007 | Clandestinos                | Antonio Hens                    |
| 2006 | Noviembre                   | Achero Mañas                    |

### Cortometrajes
- Meeting with Sarah Jessica de Vicente Villanueva (2013)
- Padres de Javi & Kiko Prada (2013)
- TEO de Sendoa Bilbao (2013)
- La Mancha de Samuel L. Delgado y Helena Girón (2010)
- Burbuja de Gabriel Olivares y Pedro Casablanc (2009)
- Física y Química de Manuel Dañino (2006)
- WC de Aser Fonseca y Miguel Ángel de Juan (2004)

## Premios y nominaciones
2023
- Nominada a Mejor Actriz Secundaria en teatro en los Premios de la Unión de Actores por su trabajo en 'Chicago. El musical'.

2019
- Nominada a Mejor Actriz Secundaria en cine en los Premios de la Unión de Actores por su trabajo en 'Mientras dure la guerra'.

2018
- Nominada a Mejor Actriz de Reparto en cine en los Premios de la Unión de Actores por su trabajo en 'Toc Toc'.

2017
- Nominada a Mejor Actriz de Reparto en una Serie en los Premios Feroz 2017 por su trabajo en Vis a Vis

2016
- Premio a la Mejor Actriz Secundaria de Teatro en los Premios de la Unión de Actores por 'Historias de Usera'.
- Premio a la Mejor Actriz de Reparto de Televisión en los Premios de la Unión de Actores por su trabajo en 'Vis a Vis'.

2015
- Premio Ondas Nacional de Televisión a la Mejor Intérprete Femenina de Ficción Nacional por su trabajo en Vis a Vis
- Premio a la Mejor Actriz de Reparto de Televisión en los Premios de la Unión de Actores por su trabajo en Vis a Vis

2014
- Premio a Mejor Actriz Protagonista de Teatro en los Premios de la Unión de Actores por 'Constelaciones' (Kendosan Producciones)
- Nominada a Mejor Actriz de Reparto de Teatro en los Premios de la Unión de Actores por 'MBIG'
- Nominada a Mejor Actriz Secundaria en los Premios de Teatro Musical por 'No son maneras de tratar a una dama'
- Premio Mejor Interpretación Femenina XXIII Muestra de Cine Internacional de Palencia por 'Meeting with Sarah Jessica'
- Premio del Jurado Mejor Actriz en la 27 Semana de Cine de Medina del Campo por 'Meeting with Sarah Jessica'
- Premio Mejor Actriz en el Festival de Cine de Comedia de Tarazona y el Moncayo por 'Meeting with Sarah Jessica'
- Premio Mejor Actriz en el Festival de Cortos de Santurzi. Santurzine por 'Meeting with Sarah Jessica'
- Premio Mejor Actriz en el Festival de Cortos de Paracuellos de Jarama por 'Meeting with Sarah Jessica'

2013
- Premio a Mejor Actriz Secundaria de Teatro en los Premios de la Unión de Actores por 'Cerda'
- Candidata a Mejor Actriz Secundaria de Teatro en los XVIII Premios MAX de las Artes Escénicas
- Premio Mejor Interpretación Femenina Cortogenia por 'Meeting with Sarah Jessica'

2012
- Nominada a Mejor Actriz Secundaria de Teatro en los Premios de la Unión de Actores por 'Los últimos días de Judas Iscariote'

2009
- Nominada a Mejor Actriz de Reparto en TV en los Premios de la Unión de Actores por 'La Señora'

2006
- Premio a Mejor Actriz Secundaria de TV en los Premios de la Unión de Actores por 'Mujeres'